# CrazySexyCool
CrazySexyCool ist das zweite Studioalbum der US-amerikanischen Hip-Hop und R&B-Girlgroup TLC. Es erschien am 15. November 1994 bei LaFace Records und Arista Records.
In Folge ihres Plattenvertrags veröffentlichte das Trio 1992 ihr Debütalbum Ooooooohhh... On the TLC Tip zu positiver Resonanz und kommerziellem Erfolg. Die im Anschluss gestartete Produktion an einem Nachfolger verlief aufgrund persönlicher Probleme der Bandmitglieder schleppend, insbesondere aufgrund von Lisa Lopes, welche mit einer gewalttätigen Beziehung, einem Strafverfahren infolge von Brandstiftung und ihrer Alkoholkrankheit zu kämpfen hatte. Aufgrund einer staatlich angeordneten Entziehungskur wurde das Album erst im September 1994 fertiggestellt.
Produziert wurde CrazySexyCool von altbewährten Produzenten wie Dallas Austin, Babyface und Jermaine Dupri. Zum Produzententeam neu hinzugestoßen sind Organized Noize und Chucky Thompson, sowie Puff Daddy. CrazySexyCool enthält Hip-Hop-lastige Instrumentale, Funk, Soul und Pop-Elemente. Lyrisch wurde das Album als Abkehr des Debüts aufgenommen. Einige Rezensenten beschrieben es als Coming-of-Age-Projekt durch seinen Fokus auf Themen wie Sexualität, Romantik, Unerfahrenheit und jugendlichen Leichtsinn.
CrazySexyCool war ein kritischer und kommerzieller Erfolg und platzierte sich über zwei Jahre in den US-amerikanischen Billboard 200 mit einer Höchstplatzierung von Platz 3. Das Album wurde von der Recording Industry Association of America mit 12× Platin (bzw. 1× Diamant und 2× Platin) ausgezeichnet, womit TLC als weltweit erster Girlgroup eine Diamantschallplatte zuteilwurde. Weltweit verkaufte sich das Album bis heute über 23 Millionen Mal und ist damit das erfolgreichste Album einer US-amerikanischen Girlgroup aller Zeiten und eines der meistverkauften Musikalben. Auch von Kritikern wurde das Album in hohen Tönen gelobt. Unter anderem wurde es von der Zeitschrift Rolling Stone in die Liste der 500 besten Alben aller Zeiten aufgenommen, im Buch 1001 Albums You Must Hear Before You Die inkludiert und von der Entertainment Weekly in ihrer New Classic Liste geführt. Im Billboard-Magazin rangiert es auf Platz 7 der besten Diamant-prämierten Alben aller Zeiten.

## Hintergrund

### Debütalbum
Am 28. Februar 1991 unterschrieben Tionne Watkins und Lisa Lopes einen Plattenvertrag beim Atlanta-lokalisierten Musiklabel Pebbitone, verwaltet von Perri Reid, genannt Pebbles. Der erste veröffentlichte Beitrag des Duos befand sich auf dem 1991 publizierten Album Damian Dame von Damian Dame, einem Künstler des Labels LaFace Records. Über Damian Dame fand Pebbles das dritte Mitglied der Band, Dame’s Background-Tänzerin Rozonda Thomas.
Nach einem erfolgreichen Casting wurde auch Thomas im April 1991 unter Vertrag genommen. Als Name der Band wurde zwischenzeitlich TLC gewählt, ein Akronym der drei Künstlernamen T-Boz, Left-Eye und Chilli. Die Band wechselte zu LaFace im Mai desselben Jahres, wodurch Arista Records zukünftig für die Albenpublizität verantwortlich war. Der erste Beitrag des Trios war auf dem Lied Rebel (With A Cause) von Jermaine Jacksons einzigem Album unter LaFace Records, You Said. Zusammen mit Reid, Edmonds, Austin, Dupri und Marley Marl arbeitete TLC an ihrem Debütalbum Ooooooohhh... On the TLC Tip, welches im Dezember 1991 als Überraschungserfolg zu kritischem Beifall veröffentlicht wurde. Es erreichte Platz 14 der Billboard 200 und Platz 3 Top R&B/Hip-Hop Albums-Charts. Bis heute konnte das Album weltweit über 6 Millionen Einheiten absetzen und wurde von der Recording Industry Association of America mit 4× Platin ausgezeichnet.

### Persönliche Probleme
Insbesondere Lopes war in der Vergangenheit offen über ihr Privatleben und ihre wechselhafte Vergangenheit. Mitbedingt durch ihr von Alkoholsucht geprägtes Elternhaus hatte auch sie vermehrt mit Alkoholproblemen zu kämpfen.
Zu unerwünschter Bekanntheit gelangten ihre Probleme durch einen Vorfall im Jahr 1994, als Lopes aus Wut ein Paar Turnschuhe im Badezimmer ihres Freundes, dem American-Football-Spieler Andre Rison, anzündete, wodurch ein Großfeuer ausgelöst wurde und die Villa bis auf die Grundmauern niederbrannte. Vor Gericht sagte Lopes aus, Rison habe sie aus Eifersucht zusammengeschlagen und sie habe aus Schock und Wut über ihr aufgeplatztes und blutüberströmtes Gesicht seine Lieblingsschuhe verbrannt. Der Großbrand und die damit einhergehende irreparable Zerstörung des Gebäudes sei ein Unfall gewesen. In späteren Interviews bekräftigte Lopes ihre Aussage weiter und bezeichnete ihre Beziehung als mental und physisch von Gewalt geprägt.
Lopes wurde zu fünf Jahren auf Bewährung sowie einer Entziehungskur verurteilt. Der entstandene Medienrummel machte die Rapperin international bekannt. Trotz des Vorfalls führten Rison und Lopes ihre On-Off-Beziehung für einige Jahre weiter. Gerüchte um eine geplante Hochzeit wurden vom People-Magazin widerlegt.

## Produktion

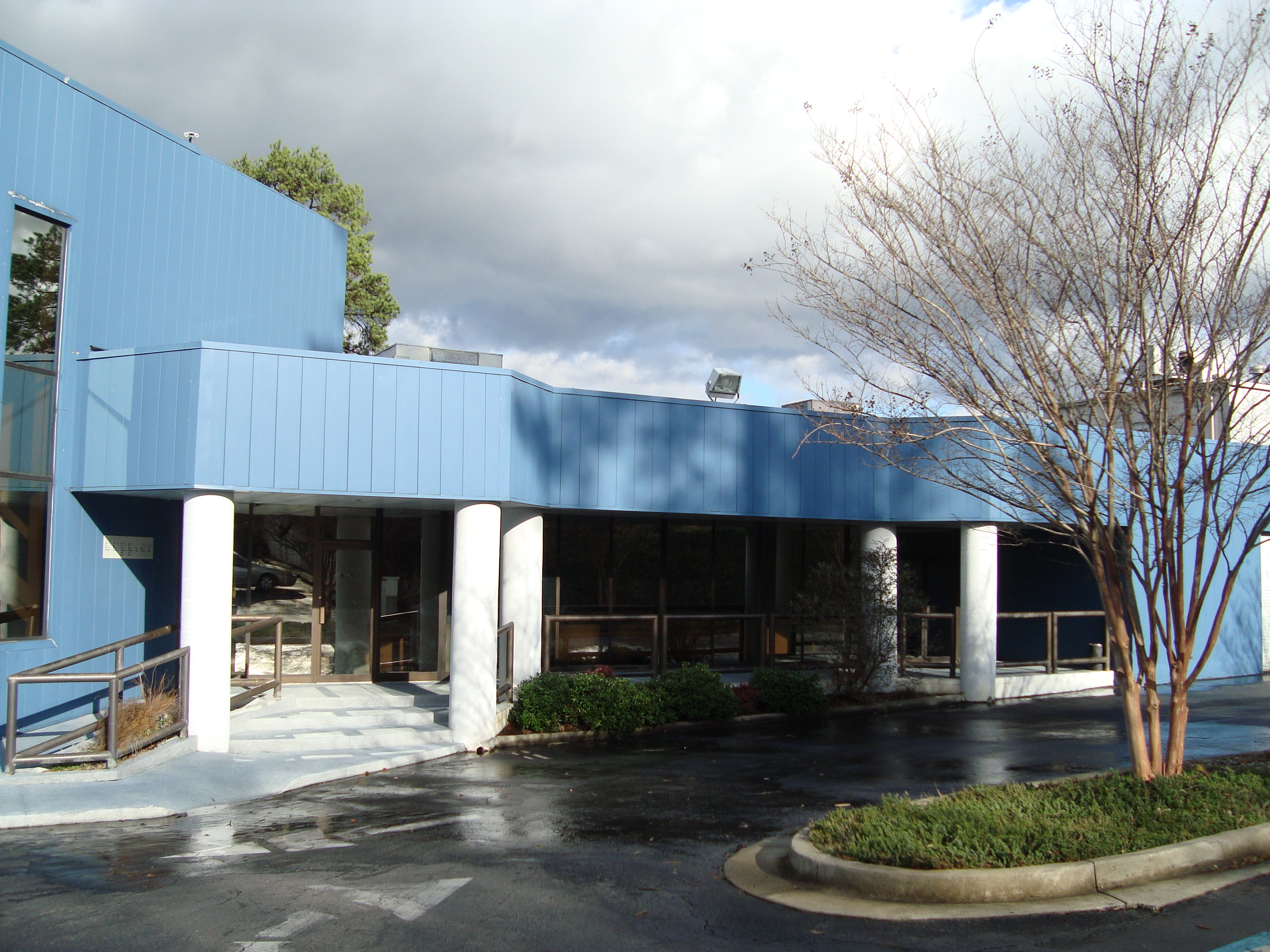
Das Doppler Studio war eines der Studios, in denen CrazySexyCool aufgenommen wurde

Die Produktion des Albums begann 1993 und wurde im September 1994 beendet. Aufgenommen wurde es in mehreren Studios, darunter den Doppler Studios, den Bosstown Recording Studios, dem Krosswire Studio und GADaddy’s; D.A.R.P. Studios, alle lokalisiert in Atlanta, Georgia. Letzte Feinheiten wurden im Music Grinder Studio in Los Angeles, Kalifornien und der Hit Factory in New York ausgebessert.
Lopes, die zuvor für alle Bandmitglieder die Texte verfasste, war durch ihre Entziehungskur zeitlich stark eingespannt. Da sie nur an einer Handvoll von Aufnahmetage zugegen sein konnte, schrieb sie auf CrazySexyCool nur die Texte zu ihren eigenen Rapversen.
Den lyrischen Inhalt der übrigen Bandmitglieder übernahmen die Produzenten des Albums, darunter Babyface, Dallas Austin und Jermaine Dupri. Nach Aussagen von Thomas war es der Band ein wichtiges Anliegen, mit ihren vertrauten Produzenten zu kollaborieren, weshalb lediglich das Atlanta-Produzentenduo Organized Noize zum bewährten Kader hinzustieß. Der Rapper Phife Dawg von A Tribe Called Quest war zusammen mit Busta Rhymes für die Interludes zuständig, wenngleich die dort geführten Gespräche zwischen Produzenten und Bandmitgliedern zum größten Teil nicht miteinander aufgenommen wurden, sondern simultan in anderen Studios.
Die Single Waterfalls wurde primär von Lopes geschrieben, die Beiträge von Watkins und Thomas wurden von Marqueze Etheridge und Organized Noize fertiggestellt. Für den Hintergrundgesang waren Debra Killings und CeeLo Green verantwortlich. Inhaltlich befasst sich das Lied mit in den 1990ern verbreiteten Problemen wie Drogenhandel und der AIDS-Epidemie. Watkins bezeichnete die Single später als ihr Lieblingslied, da es der Band wichtig gewesen sei, „an die Leute zu appellieren, ohne zu predigend zu klingen“.

## Musik und Lyrik
CrazySexyCool wurde als Abkehr vom prägnanten Rap-Einfluss der Gruppe gesehen, welcher noch auf dem Debütalbum der Gruppe präsent war. Stattdessen beinhalten die Lieder des Albums R&B-Klänge, gemixt mit progressiven Hip-Hop Instrumentalen. Dies äußert sich vor allem durch die eklektischen Rhythmen und Funk-Elemente, die jedoch durch sinnlichen R&B-Einlagen ergänzt werden.
Auch lyrisch zeichnete sich CrazySexyCool als Abkehr ihres vorherigen Projekts. Ein Rezensent der Entertainment Weekly beschrieb die Texte von Ooooooohhh… On the TLC Tip als „kindlich-süß“, während sein Nachfolger gefüllt sein solle mit „Femininität und Sexualität“. Im allgemeinen Konsens wurde das Album als Coming-of-Age Projekt gewertet und als logische Nachfolge des lyrischen Inhalts des Debüts. So beschreibe das Album die klassischen Gedanken und Probleme von „unschuldigen aber sexuell aufgeladenen Anfang-20ern“, indem es sich harmlos mit Sexualität und Romantik auseinandersetzt, dabei aber die „Naivität, die durch die Unerfahrenheit und den jugendlichen Leichtsinn“ kommt, beibehält.
Sheldon Pearce, Redakteur von Consequence of Sound beschrieb CrazySexyCool wie folgt:

„CrazySexyCool war ein rebellisches Album, das frei von allen traditionellen R&B-Normen war, welche das Potential des Genres so lange unten gehalten haben. Diese Edginess des Genres ist nicht möglich ohne seine Ursprünge zum Hip-Hop. Deswegen muss betont werden, wie frisch und ausbalanciert das Album klingt, wie anders es war als alles zuvor und wie wenig es sich darum kümmert, was im R&B gängig war und was nicht. Für mich war es bereits die Hälfte davon, wieso es so gut ankam: Sinnlicher R&B mit einem feurigen Hip-Hop Unterton.“

## Veröffentlichung und Vermarktung
Um CrazySexyCool zu vermarkten, tourte TLC zusammen mit Boyz II Men, Montell Jordan und Mary J. Blige auf der jährlichen Budweiser Superfest Tour Anfang 1995 an 23 Terminen durch Nordamerika. Der Kader an Künstlern wurde für Atlanta, Chicago und Indianapolis um Blackstreet und Monica erweitert.

## Kritiken
| Professionelle Bewertungen    | Professionelle Bewertungen |
| ----------------------------- | -------------------------- |
| Kritiken                      |                            |
| Quelle                        | Bewertung                  |
| AllMusic                      | [ 38 ]                     |
| Chicago Tribune               | [ 39 ]                     |
| Encyclopedia of Popular Music | [ 40 ]                     |
| laut.de                       | [ 41 ]                     |
| The Guardian                  | [ 42 ]                     |
| Rolling Stone                 | [ 43 ]                     |

CrazySexyCool wurde mit kritischem Beifall aufgenommen. In seiner Kritik für AllMusic beschrieb Stephen Thomas Erlewine das Album als „geschmeidige, verführerische Sammlung von Soulliedern, im Stile von Phillysound und Prince“ und „konsequent stark“. Erlewine analysierte weiter, dass das Album durch New Jack Swing und Hip-Hop-Instrumentale mit Einflüssen des Funk, tiefen Basslinien, Blasshörnern und Gitarren „aufgepowert“ werde. Das Lied Waterfalls sei außerdem „der klassische R&B Song der 90er“.
In der Rolling Stone Kritik für die 500 besten Alben aller Zeiten schrieb der Autor, TLC habe sich durch das Album herausgestellt als „die quirligste und lebenslustigste Girlgroup, die R&B seit The Supremes gesehen hat.“
Im Jahr 2010 rangierte das Album auf Platz 43 der „100 besten Alben der 90er“:

„Left Eye, Chilli und T-Boz wirkten wie One-Hit-Wonder als sie das erste Mal durch ihre Single Ain't 2 Proud 2 Beg als Atlantas Nachwuchs von sich Reden machten. Aber CrazySexyCool war ein echter Schocker, vorne und hinten vollgepackt mit tollen Liedern, frechen Vocals und üppigen Beats, um ein Haus niederzubrennen. Creep zelebriert den Reiz an unerlebten Liebeleien, Waterfalls kramt aus den tiefsten Tiefen des Memphis Souls und If I Was Your Girlfriend klingt nach einem besseren Prince als Prince in der ganzen Dekade. Der Showstopper: Red Light Special, eine unfassbar heiße Ballade, die jeden auszieht und verführt, der Ohren hat um sie zu hören. CrazySexyCool etabliert TLC als Pop-Profis, […] indem es all diese Genres kombiniert, ohne sich einen abzubrechen.“

In einem 2015 veröffentlichten Artikel für Consequence of Sound schrieben die Musikkritiker Michael Madden und Sheldon Pearce darüber, wie das Album bis heute neue Künstler aus dem R&B-Umfeld inspiriert:

„Es sollte mehr darüber geredet werden, welch eine Rolle TLC in der aktuellen R&B Landschaft hat, die mittlerweile fast ausschließlich durch die Hip-Hop Kultur geprägt ist. Die beiden Genres wurden mittlerweile in eines verschmolzen und es scheint eine co-abhängige Beziehung zwischen beiden zu geben. Über diesen Effekt des Albums hinaus sollte aber auch darüber gesprochen werden, wie die Konzeption der Liedern mitbeteiligt ist an der Effektivität der Musik und wie genau diese Konzeption bis heute angewendet wird.“

Die Webseite laut.de nahm CrazySexyCool 2016 in ihre Rubrik „Meilensteine“ auf.

## Preise
CrazySexyCool wurde für sechs Grammy Awards bei den Grammy Awards 1996 nominiert. TLC gewann zwei der Preise, den Grammy Award for Best R&B Album und den Grammy Award for Best R&B Performance by a Duo or Group with Vocals.
TLC konnte auch auf den Billboard Music Awards, den American Music Awards und den Soul Train Music Awards mehrere Preise gewinnen, darunter Artist of the Year auf den 1995 Billboard Music Awards. Bei den MTV Video Music Awards 1995 wurde TLC mit vier Preisen prämiert, darunter Video of the Year und dem Publikumspreis, dem Viewers Choice Award.
| Organisation               | Land                   | Auszeichnung                                                             | Jahr | Platzierung  |        |
| -------------------------- | ---------------------- | ------------------------------------------------------------------------ | ---- | ------------ | ------ |
| Billboard                  | USA                    | All 92 Diamond-Certified Albums Ranked from Worst to Best: Critic’s Take | 2016 | 7            |        |
| Complex                    | USA                    | The Best R&B Albums of '90s                                              | 2017 | 4            | [ 47 ] |
| Entertainment Weekly       | USA                    | The 100 Best Albums from 1983 to 2008                                    | 2008 | 36           | [ 48 ] |
| The Face                   | Vereinigtes Königreich | The Face Recordings of the Year                                          | 1999 | 27           | [ 49 ] |
| NPR                        | USA                    | The 150 Greatest Albums Made by Women                                    | 2017 | 26           | [ 50 ] |
| Q                          | Vereinigtes Königreich | Q Readers Greatest Albums Ever                                           | 2003 | 77           | [ 51 ] |
| Rock and Roll Hall of Fame | USA                    | The Definitive 200: Top 200 Albums of All-Time                           | 2007 | 105          | [ 52 ] |
| Rolling Stone              | USA                    | The 500 Greatest Albums of All Time                                      | 2003 | 377          | [ 53 ] |
| Rolling Stone              | USA                    | The 500 Greatest Albums of All Time                                      | 2012 | 379          | [ 54 ] |
| Rolling Stone              | USA                    | The 500 Greatest Albums of All Time                                      | 2020 | 218          | [ 55 ] |
| Vibe                       | USA                    | The 150 Albums that Define the Vibe Era                                  | 2007 | ohne Ranking | [ 56 ] |

## Titelliste
| #  | Titel                           | Gastbeitrag  | Produzent                                  | Länge |
| -- | ------------------------------- | ------------ | ------------------------------------------ | ----- |
| 1  | Intro-lude                      | Phife Dawg   | Phife Dawg                                 | 1:03  |
| 2  | Creep a                         |              | Dallas Austin                              | 4:28  |
| 3  | Kick Your Game                  |              | Jermaine Dupri, Seal                       | 4:14  |
| 4  | Diggin’ on You                  |              | Babyface                                   | 4:14  |
| 5  | Case of the Fake People         |              | Dallas Austin                              | 4:04  |
| 6  | CrazySexyCool – Interlude       | Puff Daddy   | Phife Dawg                                 | 1:42  |
| 7  | Red Light Special               |              | Babyface                                   | 5:03  |
| 8  | Waterfalls                      |              | Organized Noize                            | 4:39  |
| 9  | Intermission-lude               |              | Phife Dawg                                 | 0:42  |
| 10 | Let’s Do It Again               |              | Babyface, Jon-John                         | 4:16  |
| 11 | If I Was Your Girlfriend        |              | Puff Daddy, Dallas Austin, Chucky Thompson | 4:36  |
| 12 | Sexy-Interlude                  | Puff Daddy   | Phife Dawg                                 | 1:34  |
| 13 | Take Our Time                   |              | Dallas Austin, Arnold Hennings             | 4:34  |
| 14 | Can I Get a Witness – Interlude | Busta Rhymes | Phife Dawg                                 | 2:57  |
| 15 | Switch b                        |              | Jermaine Dupri, Seal                       | 3:30  |
| 16 | Sumthin' Wicked This Way Comes  | André 3000   | Organized Noize                            | 4:28  |

Limited Edition „CrazySexyCoolBonus“ disc
| # | Titel                                              | Länge |
| - | -------------------------------------------------- | ----- |
| 1 | Creep (Super Smooth Mix)                           | 4:43  |
| 2 | Red Light Special (L.A.'s Flava Mix)               | 4:27  |
| 3 | Waterfalls (ONP Remix)                             | 4:33  |
| 4 | My Secret Enemy (Red Light Special Single B-Seite) | 5:35  |

Anmerkungen

## Singleauskopplungen
| Jahr | Titel             | Höchstplatzierung, Gesamtwochen, AuszeichnungChartplatzierungen (Jahr, Titel, , Platzierungen, Wochen, Auszeichnungen, Anmerkungen) | Höchstplatzierung, Gesamtwochen, AuszeichnungChartplatzierungen (Jahr, Titel, , Platzierungen, Wochen, Auszeichnungen, Anmerkungen) | Höchstplatzierung, Gesamtwochen, AuszeichnungChartplatzierungen (Jahr, Titel, , Platzierungen, Wochen, Auszeichnungen, Anmerkungen) | Höchstplatzierung, Gesamtwochen, AuszeichnungChartplatzierungen (Jahr, Titel, , Platzierungen, Wochen, Auszeichnungen, Anmerkungen) | Höchstplatzierung, Gesamtwochen, AuszeichnungChartplatzierungen (Jahr, Titel, , Platzierungen, Wochen, Auszeichnungen, Anmerkungen) | Anmerkungen                                                  |
| Jahr | Titel             | DE | AT | CH | UK | US | Anmerkungen                                                  |
| ---- | ----------------- | --- | --- | --- | --- | --- | ------------------------------------------------------------ |
| 1994 | Creep             | DE39 (13 Wo.)DE | — | CH26 (11 Wo.)CH | UK6 Silber · (11 Wo.)UK | US1 Platin · (32 Wo.)US | Erstveröffentlichung: 31. Oktober 1994 Verkäufe: + 1.247.500 |
| 1995 | Red Light Special | — | — | — | UK18 (4 Wo.)UK | US2 Gold · (22 Wo.)US | Erstveröffentlichung: 20. Februar 1995 Verkäufe: + 707.500   |
| 1995 | Waterfalls        | DE5 Gold · (23 Wo.)DE | AT3 (12 Wo.)AT | CH1 (27 Wo.)CH | UK4 Platin · (14 Wo.)UK | US1 Platin · (34 Wo.)US | Erstveröffentlichung: 22. Mai 1995 Verkäufe: + 2.025.000     |
| 1995 | Diggin’ on You    | DE46 (17 Wo.)DE | — | CH29 (13 Wo.)CH | UK18 (7 Wo.)UK | US5 Gold · (20 Wo.)US | Erstveröffentlichung: 19. Oktober 1995 Verkäufe: + 542.500   |

## Kommerzieller Erfolg

### Chartplatzierungen
| ChartsChartplatzierungen       | Höchstplatzierung | Wochen |
| ------------------------------ | ----------------- | ------ |
| Deutschland (GfK)              | 4 (50 Wo.)        | 50     |
| Österreich (Ö3)                | 16 (16 Wo.)       | 16     |
| Schweiz (IFPI)                 | 10 (24 Wo.)       | 24     |
| Vereinigte Staaten (Billboard) | 3 (119 Wo.)       | 119    |
| Vereinigtes Königreich (OCC)   | 4 (52 Wo.)        | 52     |

| ChartsJahrescharts (1995)      | Platzierung |
| ------------------------------ | ----------- |
| Deutschland (GfK)              | 27          |
| Österreich (Ö3)                | 49          |
| Schweiz (IFPI)                 | 49          |
| Vereinigte Staaten (Billboard) | 5           |
| Vereinigtes Königreich (OCC)   | 33          |

| ChartsJahrescharts (1996)      | Platzierung |
| ------------------------------ | ----------- |
| Vereinigte Staaten (Billboard) | 22          |
| Vereinigtes Königreich (OCC)   | 93          |

### Auszeichnungen für Musikverkäufe
CrazySexyCool konnte zum 29. Juli 1995 über 117.000 Einheiten in den USA alleine absetzen und platzierte sich dadurch auf Platz 3 der Billboard 200. Im Oktober 2019 wurde das Album von der Recording Industry Association of America (RIAA) mit 12× Platin ausgezeichnet, sodass es allein in den Vereinigten Staaten über 12 Millionen Mal verkauft wurde. Damit ist es bis heute das meistverkaufte Album einer Girlgroup in den USA sowie eines der meistverkauften Musikalben des Landes.
CrazySexyCool erhielt weltweit zwei Goldene Schallplatten sowie 27 Mal Platin und einmal Diamant für über 14,6 Millionen verkaufte Einheiten. Das Album wurde weltweit über 23 Millionen Mal verkauft, womit es eines der meistverkauften Musikalben ist.
| Land/Region                  | Auszeichnungen für Musikverkäufe (Land/Region, Auszeichnung, Verkäufe) | Verkäufe   |
| ---------------------------- | ---------------------------------------------------------------------- | ---------- |
| Australien (ARIA)            | 2× Platin                                                              | 140.000    |
| Europa (IFPI)                | Platin                                                                 | 1.000.000  |
| Japan (RIAJ)                 | 2× Platin                                                              | 400.000    |
| Kanada (MC)                  | 8× Platin                                                              | 800.000    |
| Neuseeland (RMNZ)            | Platin                                                                 | 15.000     |
| Niederlande (NVPI)           | Gold                                                                   | (50.000)   |
| Österreich (IFPI)            | Gold                                                                   | (25.000)   |
| Vereinigte Staaten (RIAA)    | 12× Platin                                                             | 12.000.000 |
| Vereinigtes Königreich (BPI) | Platin                                                                 | (300.000)  |
| Insgesamt                    | 2× Gold · 17× Platin · 1× Diamant ·                                    | 14.355.000 |

Hauptartikel: TLC (Band)/Auszeichnungen für Musikverkäufe

## CrazyVideoCool
CrazyVideoCool ist das zweite Videoalbum des R&B-Trios TLC. Die Kompilation wurde in den USA kurz nach Abschluss des letzten Musikvideos, Diggin’ on You, im Jahr 1995 veröffentlicht. In Europa erschien sie ein Jahr später. Das Videoalbum enthält die vier Musikvideos aus CrazySexyCool, unveröffentlichtes Material zu der ersten Single Creep, Making-Ofs, Interviews, Live-Auftritte und das unzensierte Musikvideo zu Red Light District. Bei den Billboard Top Music Videos-Charts konnte sich das Album auf Platz 5 platzieren.

### Titelliste
| #  | Titel                                                  | Produzent        |
| -- | ------------------------------------------------------ | ---------------- |
| 1  | CrazySexyCool montage                                  |                  |
| 2  | Excerpts from never-released Creep videos              | Lionel C. Martin |
| 3  | Interview                                              |                  |
| 4  | Creep (Musikvideo)                                     | Matthew Rolston  |
| 5  | Interview                                              |                  |
| 6  | Red Light Special (Musikvideo)                         | Matthew Rolston  |
| 7  | Excerpts from the sexier Versions of Red Light Special | F. Gary Gray     |
| 8  | The making of Waterfalls                               |                  |
| 9  | Waterfalls (Musikvideo)                                | F. Gary Gray     |
| 10 | Behind the scenes of Diggin’ on You                    |                  |
| 11 | Diggin’ on You (Musikvideo)                            | F. Gary Gray     |
| 12 | Interview                                              |                  |

### Chartplatzierungen
| ChartsChartplatzierungen       | Höchstplatzierung | Wochen |
| ------------------------------ | ----------------- | ------ |
| Vereinigtes Königreich (OCC)   | 28 (3 Wo.)        | 3      |
| Vereinigte Staaten (Billboard) | 5 (… Wo.)         | …      |

### Auszeichnungen für Musikverkäufe
| Land/Region               | Auszeichnungen für Musikverkäufe (Land/Region, Auszeichnung, Verkäufe) | Verkäufe |
| ------------------------- | ---------------------------------------------------------------------- | -------- |
| Vereinigte Staaten (RIAA) | Gold                                                                   | 50.000   |

Hauptartikel: TLC (Band)/Auszeichnungen für Musikverkäufe

### Mitwirkende
Die Credits sind dem beiliegenden Booklet von CrazyVideoCool entnommen.
 Samples:
- Titel 10 enthält ein Sample von Who the Cap Fits von Edmund Carl Aiken aka. Shinehead

 Beteiligte:
- Bille Woodruff – Produzent
- Michelle Montogomery – assistierender Produzent
- Davett Singletary – ausführender Produzent
- L.A. Reid – ausführender Videoproduzent
- Babyface – ausführender Videoproduzent
- Jon Marett – Audio-Aufnahmeleiter
- Jon Herron – Audio-Post-Produzent
- Sandy Lawrence – Audio-Post-Produzent
- Arnold Turner – Fotograf
- Matthew Rolston – Regisseur